# Casa Jacint Vives
La Casa Jacint Vives és un edifici situat als carrers de la Bòria, Volta d'en Colomines i Sant Ignasi de Barcelona, catalogat com a bé cultural d'interès local. Actualment es troba unit a la casa veïna de la cantonada dels carrers de la Bòria i de Sant Ignasi, catalogada com a bé amb elements d'interès (categoria C).

## Història
Aquesta finca és el resultat de diverses adquisicions fetes pel cinter (fabricant de cintes) Jacint Vives. El seu fill Silvestre era oncle del «veler» o teixidor de seda Isidre Català i Vives (1724-1787) i padrastre del comerciant matriculat Francesc Capalà i Vidal. Fou succeït pel seu fill Jacint Vives i Capalà, comerciant, que el 1786 va demanar permís per a reedificar la seva casa. El 1820, el «perxer» o galoner Rafael Vives, fill de Jacint, va posar la propietat en venda, i l'any següent, la va vendre a Narcís Coder.

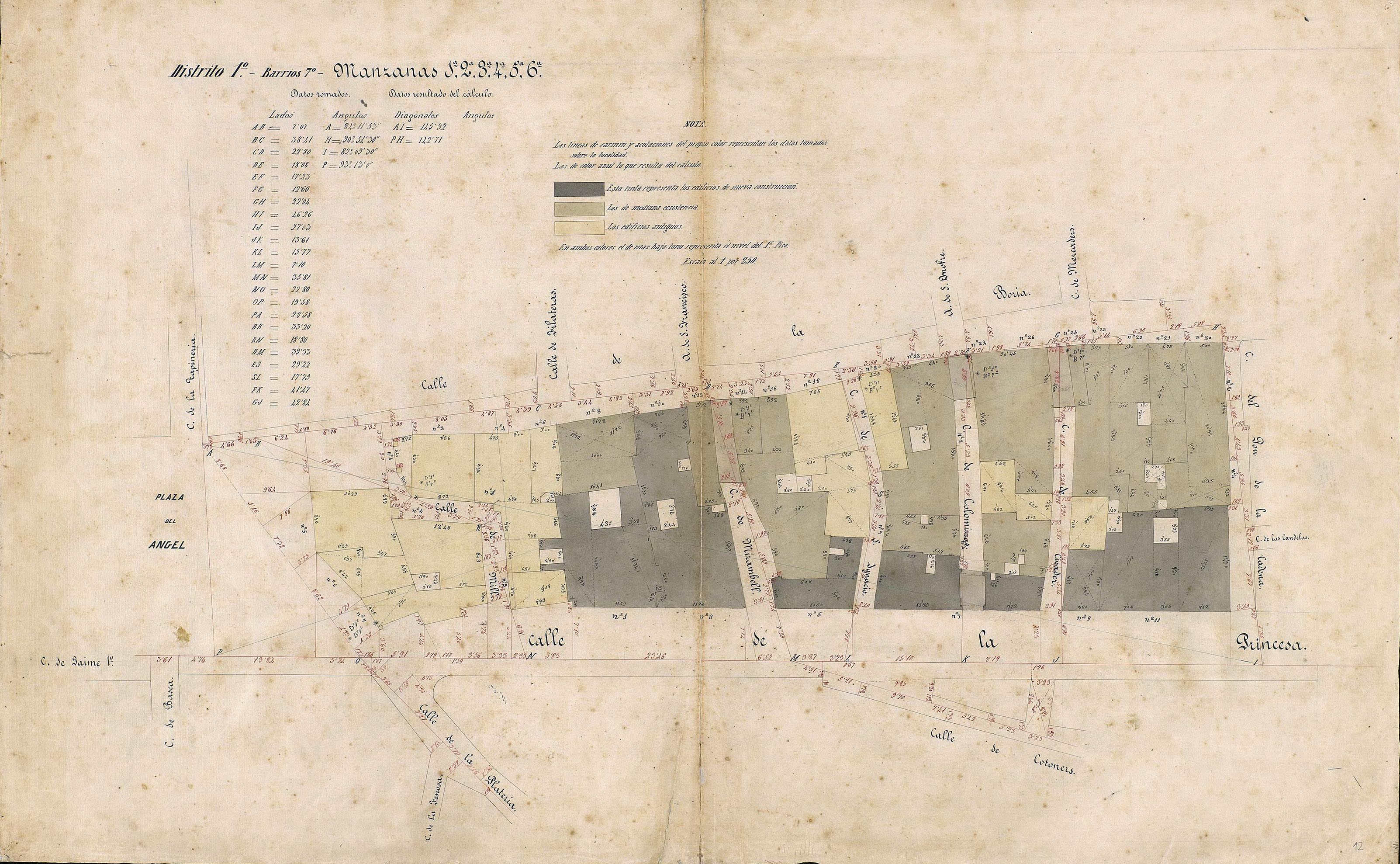
Quarteró núm. 12 de Garriga i Roca

## Descripció
Consta de planta baixa i quatre pisos. Als baixos de la façana principal, que dona al carrer de la Bòria, hi ha tres obertures: la primera, en forma d'arc carpanell, dona accés al carrer de la Volta d'en Colomines; la segona, amb un arc encara més rebaixat, alberga un local comercial; la tercera, també d'arc rebaixat, dona accés a l'escala de veïns. Al primer pis hi ha tres balcons: els laterals flanquejats per una barana de ferro forjat, però sense llosana; el central, amb un espai gran per al trànsit, aquest cop damunt d'una llosana i tancat per la barana. Als pisos segon i tercer, una barana correguda enllaça totes les obertures, mentre que al segon els balcons són individuals. Pel que fa al quart, en canvi, tan sols hi ha finestres. L'edifici es tanca amb una cornisa voladissa i recta.
Tant la façana principal com la lateral, situada al carrer de la Volta d'en Colomines, ostenten esgrafiats geomètrics a base de faixes horitzontals i verticals que conformen una quadrícula amb motius esfèrics.